# Nigel Cole
Nigel Cole (Launceston, 1º gennaio 1959) è un regista britannico.

## Biografia
Cole iniziò la sua carriera negli anni ottanta dirigendo programmi d'affari e documentari presso la Central Independent Television.
Negli anni novanta ha collaborato alla scrittura della commedia Sod con Arthur Smith e l'ha diretta durante il Festival di Edimburgo del 1993. Cole ha anche diretto episodi di serie televisive come Peak Practice e Cold Feet.
In ambito cinematografico di lui si ricordano in particolare le commedie L'erba di Grace, Calendar Girls e Sballati d'amore - A Lot Like Love. Il suo ultimo film, We Want Sex, è uscito nel Regno Unito nell'ottobre 2010.
Il film L'erba di Grace vinse il World Cinema Audience Award al Sundance Film Festival del 2000 e ottenne una nomination come miglior regista ai British Independent Film Awards dello stesso anno.
Cole vive con l'attrice Kate Isitt, dalla quale ha avuto una figlia, Matilda (nel 2002) ed un figlio, Dashiel (nel 2009).

## Filmografia

### Cinema
- L'erba di Grace (Saving Grace) (2000)
- Calendar Girls (2003)
- Sballati d'amore - A Lot Like Love (A lot like love) (2005)
- 5 dollari al giorno ($5 a Day) (2008)
- We Want Sex (Made in Dagenham) (2010)
- All in Good Time (2012)
- The Wedding Video (2012)

### Televisione
- In the Wild – serie TV, 3 episodi (1994-1998)
- Peak Practice – serie TV, 3 episodi (1997-1998)
- Cold Feet – serie TV, 2 episodi (1998)
- Nature – serie TV, 2 episodi (2000)
- Doc Martin – serie TV, 22 episodi (2013-2022)
- Last Tango in Halifax – serie TV, 3 episodi (2014-2015)
- Do Not Disturb – film TV (2016)
- Bruce Springsteen: In His Own Words – film TV (2016) - documentario
- Roy Orbison: Love Hurts – film TV (2017) - documentario
- Johnny Cash: The Man in Black in Britain – film TV (2020) - documentario